# Emmanuel Rials
Pour les articles homonymes, voir Rials.
Emmanuel Rials est né le 28 juillet 1967  à Paris. Ancien président de la radio rock Ouï FM  et ancien directeur général de Radio J, Judaïques FM, Studio Qualita, il est depuis 2024 Président de GROUPEdeRADIOS qui édite RADIO PANAME et LA GRANDE MUSIQUE. Il est aussi Administrateur du Syndicat des radios indépendantes, le SIRTI. Auparavant, il avait dirigé les réseaux Skyrock, Montmartre FM, Fun Radio, et RTL2.

## Parcours
Après des études de droit à la faculté Paris V, il fut successivement directeur du développement du réseau Skyrock pour le Sud de la France en 1988, puis de l’implantation en URSS de M-Radio à Moscou pour le groupe Hachette-Filipacchi en 1989, directeur opérationnel du réseau Skyrock France en 1990 et enfin conseiller près la commission interministérielle sur les médias de proximité en 1991.
En 1994, après un bref passage comme conseiller à la direction générale de RMC dans le cadre de la reprise de Montmartre FM, il devient directeur du réseau et membre du conseil d’administration de Fun Radio à l'initiative de Benoît Sillard alors président de Fun Radio et Fun TV, il est aussi nommé administrateur de la Fondation d’entreprise Fun Radio. En 1997, lors de la reprise de Fun Radio par le Groupe RTL, le nouveau PDG Axel Duroux le nomme directeur des réseaux Fun Radio et RTL2 France.
En 1999, il fonde avec Joseph Vebret l’observatoire des médias MediaRadioTV, qu'il cède au groupe France Telecom en 2000. En juillet 2001, il fonde et dirige Medexo, une entreprise qui a pour but la promotion de produits du sud de la France pour les professionnels. Il cesse cette activité en 2004 et est alors nommé vice-président de Petrotech Engineering à Genève avec la charge du lobbying des activités télécoms d'Alcatel en Algérie. En 2005, il fonde le cabinet Rials and Co Consulting, spécialisé dans le développement radiophonique de groupes médias. Il a entre autres comme client AWPG (Arthur World Participations Group) détenu par Arthur mais aussi Lagardère Active.
En 2009, Arthur le nomme Directeur Général de la radio Ouï FM de 2009 à 2013, puis Président de décembre 2013 jusqu'en mai 2019. L'audience est doublée durant cette période, elle atteint le score de 550.000 auditeurs pour la première fois de son histoire. Avec le développement de son réseau, la célèbre radio rock parisienne devient ainsi nationale. Fortement engagé dans le développement du DAB+, il crée deux nouvelles radios pour le groupe OUI FM : Collector Radio et Radio Life. 
En 2012, il est élu au conseil d'administration du SIRTI, 1er syndicat radiophonique de France, dont il devient secrétaire national (2017-2019). Il est de nouveau élu Administrateur du SIRTI en 2023. 
En 2019, Arthur vend OUI FM au Groupe 1981 (Latina, Swigg, Voltage, Vibration, Forum, Wit FM, Black Box) qui le nomme Directeur Général de Groupe 1981 chargé des relations institutionnelles. En 2020, il quitte le Groupe 1981, puis à l'initiative de Marc Eisenberg et de Dominique Romano (Guibor), il est nommé Directeur Général de Radio J, Judaïques FM, et Studio Qualita en juin 2020 en France et en Israël. Il relance la station qu'il transforme en radio généraliste avec des émissions politiques remarquées grâce à l'arrivée de grands journalistes et notamment Christophe Barbier qui présente l'interview politique matinal quotidien, David Revault d'Allonnes, Arlette Chabot, Laetitia Krupa, Yves Thréard, et Laurence Sailliet. En 2022, Radio-J franchit la barre des 380.000 auditeurs pour la première fois de son histoire. En janvier 2023, Radio-J est menacée par l'Iran, et Emmanuel Rials s'engage fortement pour que le ministère de l'Intérieur assure la protection de la radio et de ses équipes. 
En 2024, il crée la holding GROUPEdeRADiOS. Il lance tout d'abord LA GRANDE MUSIQUE qui est la radio de la musique classique et des opéras, puis il fait l'acquisition de RADIO PANAME auprès de NOVAPRESS (le groupe de Mathieu Pigasse aussi propriétaire de RADIO NOVA), la radio des belles chansons.

## Origine familiale et formation
Sa famille est originaire du Périgord. Il est le fils de Michel Rials et d'Odette Marchadier, et il est le cousin de Stéphane Rials. Il est  père de trois enfants avec Irina Mikhailova. Il a fait ses études au Lycée privé Jésuite Saint-Louis-de-Gonzague Franklin puis à l'Université Paris V René Descartes. 